# Rodica Armion
Rodica Goian, coniugata Armion (Hunedoara, 22 settembre 1954 – 22 agosto 2024), è stata una cestista rumena.

## Carriera
Con la Romania disputò sei edizioni dei Campionati europei (1972, 1974, 1976, 1978, 1980, 1981).